# Хлебная жужелица
Хлебная жужелица, или горбатый пеун (лат. Zabrus gibbus Fabr.=Z. tenebrioides Goeze) — небольшой жук из семейства жужелиц (Carabidae).
Чёрный, с тёмно-бурыми сяжками и ногами, тело толстое, сильно выпуклое, элитры точечно-бороздчатые; длина 20—25 мм. Широко распространен в средней и южной Европе, в западной и южной России; водится на полях, днём держится под камнями и, в противоположность большинству жужелиц, по преимуществу растительноядный.
Жук по ночам выедает зерна хлебов (ржи, ячменя, пшеницы), а личинка (тёмно-бурая, слабо волосистая, снизу желтовато-белая, с чёрной головой) гложет их листья и стебли. Жук встречается преимущественно в конце июня, личинка зимует и в конце мая окукливается в земле.
В качестве мер борьбы против этого жука рекомендуются: предпосевное протравливание семян, внесение в почву при посеве гранулированных инсектицидов, химическая обработка посевов.